# Liste der Botschafter der Vereinigten Staaten in Indonesien

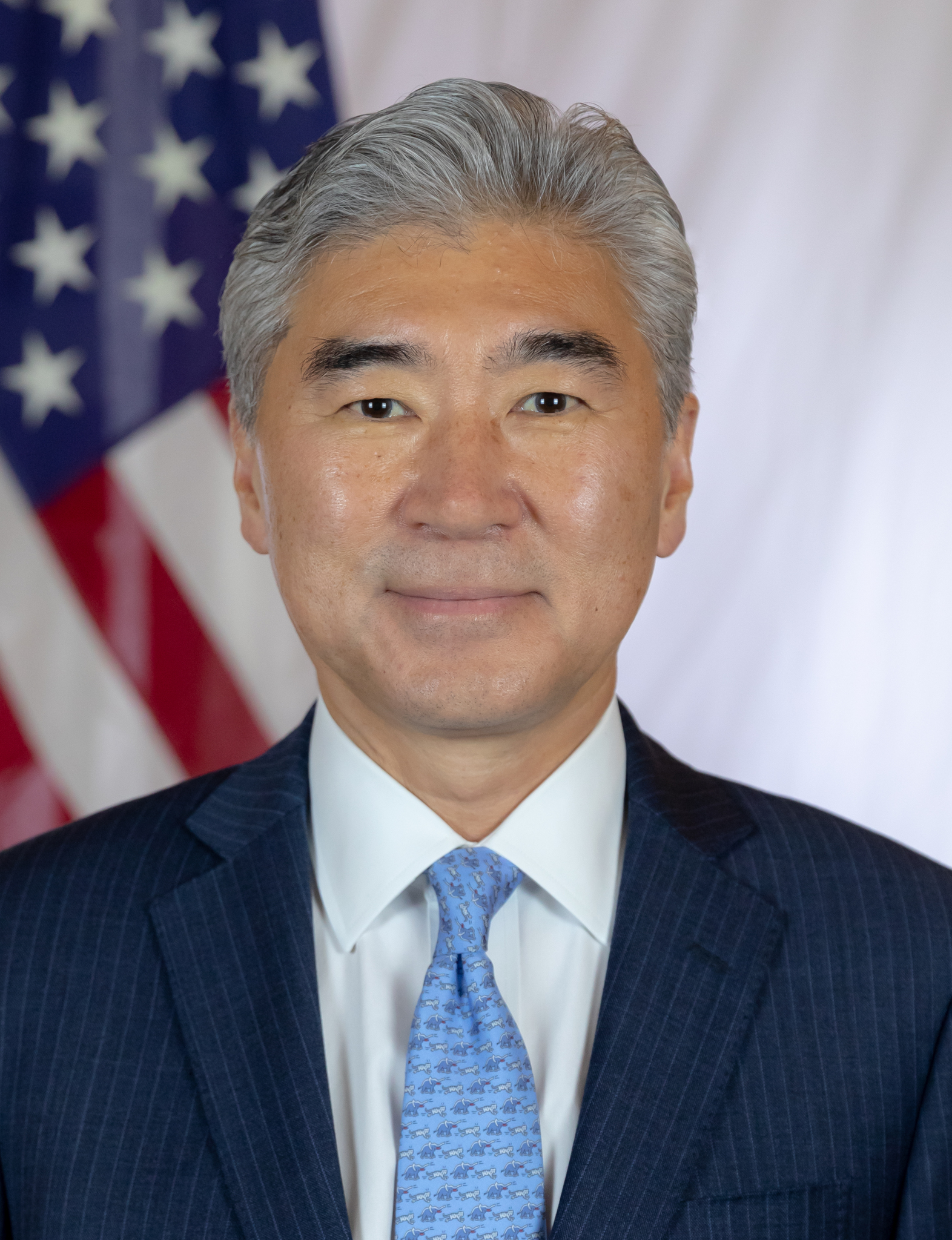
Sung Kim, derzeitiger Botschafter in Indonesien

Der Botschafter der Vereinigten Staaten von Amerika in Indonesien ist der bevollmächtigte Botschafter der Vereinigten Staaten von Amerika in Indonesien.

## Botschafter
| Amtszeit  | Name                     | Bemerkungen                  |
| --------- | ------------------------ | ---------------------------- |
| 1949–1953 | Horace Merle Cochran     |                              |
| 1953–1957 | Hugh Smith Cumming Jr.   |                              |
| 1957–1958 | John Moore Allison       |                              |
| 1958–1965 | Howard Palfrey Jones     |                              |
| 1965–1969 | Marshall Green           |                              |
| 1969–1974 | Francis Joseph Galbraith |                              |
| 1974–1977 | David Dunlop Newsom      |                              |
| 1977–1981 | Edward E. Masters        |                              |
| 1981–1983 | John Cameron Monjo       | Chargé d’Affaires ad interim |
| 1983–1986 | John Herbert Holdridge   |                              |
| 1986–1989 | Paul Dundes Wolfowitz    |                              |
| 1989–1992 | John Cameron Monjo       |                              |
| 1992–1995 | Robert Louis Barry       |                              |
| 1996–1999 | J. Stapleton Roy         |                              |
| 1999–2001 | Robert S. Gelbard        |                              |
| 2001–2004 | Ralph Leo Boyce          |                              |
| 2004–2007 | B. Lynn Pascoe           |                              |
| 2007–2010 | Cameron R. Hume          |                              |
| 2010–2013 | Scot Alan Marciel        |                              |
| 2014–2016 | Robert Orris Blake Jr.   |                              |
| 2017–2020 | Joseph R. Donovan Jr.    |                              |
| 2020–     | Sung Y. Kim              |                              |